# الفراغ العظيم المحلي الشمالي
الفراغ العظيم المحلي الشمالي هو منطقة من الفضاء خالية من مجموعات مجرات، أحد الفراغات المعروفة باسم فراغ Void في الكشف الفلكي. إنه أقرب فراغ فلكي كبير ويقع بين مجموعات برج العذراء (المحلية) والغيبوبة وهرقل. في السماء، تقع بين الأبراج العواء (كوكبة)]] وVirgo وSerpens Caput . تحتوي على عدد قليل من المجرات الصغيرة (بشكل أساسي الحلزونات ) وعناقيد المجرات، ولكنها في الغالب فارغة من المجرات تقريبا. المجرات الباهتة داخل هذا الفراغ تقسم المنطقة إلى فراغات أصغر، والتي تكون أصغر من 3 – 10 مرات مما يسمى فراغ فائق supervoid. يقع المركز على بعد 61 ميجا بارسيك (199 Mly) (61 مليون فرسخ فلكي)، ويبلغ قطره نحو 339 مليون سنة ضوئية.